# Gyula Tóth (atleta)
Gyula Tóth (Hungría, 12 de abril de 1933-2 de noviembre de 2006) fue un atleta húngaro especializado en la prueba de maratón, en la que consiguió ser medallista de bronce europeo en 1966.

## Carrera deportiva
En el Campeonato Europeo de Atletismo de 1966 ganó la medalla de bronce en la carrera de maratón, recorriendo los 42,195 km en un tiempo de 2:22:02 segundos, llegando a meta tras el británico James Hogan y el belga Aurèle Vandendriessche (plata).